# Rokas Žilinskas
Rokas Žilinskas (ur. 20 lipca 1972 w Wilnie, zm. 6 czerwca 2017 tamże) – litewski dziennikarz, prezenter telewizyjny i polityk, poseł na Sejm Republiki Litewskiej.

## Życiorys
W 1996 ukończył dziennikarstwo na Uniwersytecie Wileńskim, Od czasu rozpoczęcia studiów na początku lat 90. przez osiemnaście lat pracował jako dziennikarz i prezenter wiadomości w litewskich mediach, najpierw w publicznej telewizji LRT, następnie w komercyjnej stacji LNK.
W 2008 wstąpił do Partii Wskrzeszenia Narodowego, z ramienia której w tym samym roku został wybrany na posła do Sejmu. W 2009 publicznie ujawnił, że jest gejem, stając się pierwszym litewskim parlamentarzystą, który ujawnił swoją orientację homoseksualną. Wypowiadał się jednocześnie przeciwko m.in. małżeństwom homoseksualnym i adopcji dzieci przez pary homoseksualne. Krytykował parady organizowane przez środowiska LGBT, jednocześnie w 2010 wziął udział w pierwszej tego rodzaju paradzie w Wilnie.
W trakcie kadencji poselskiej w 2010 dołączył do nowo powołanej frakcji Partii Chrześcijańskiej. Został z niej usunięty w 2011, gdy miał się rzekomo pojawić w siedzibie parlamentu w stanie nietrzeźwości. Wkrótce przystąpił do Związku Ojczyzny. Z listy krajowej tego ugrupowania w wyborach w 2012 i 2016 uzyskiwał poselską reelekcję.
Zmarł 6 czerwca 2017 w wileńskim szpitalu na skutek zapalenia płuc.